# Осада Родоса (88 до н. э.)
Осада Родоса — осада понтийским флотом и армией греческого острова Родоса, находящего под римским протекторатом, в ходе Первой Митридатовой войны.
Родос стал оплотом сопротивления Митридату на первом этапе войны. Именно туда бежали римляне, изгнанные из Азии. Родосцы начали готовиться к осаде и решили сначала встретить понтийцев в море и разгромить их. Однако, увидев численное превосходство противника, они вынуждены были отступить в гавань, где и были блокированы.
В ходе осады произошло несколько морских боёв, не принёсшие перевеса ни одной из сторон. Штурм Родоса был отменён из-за неготовности осадных орудий. После этого Митридат приказал снять осаду.